# Amanda Righetti

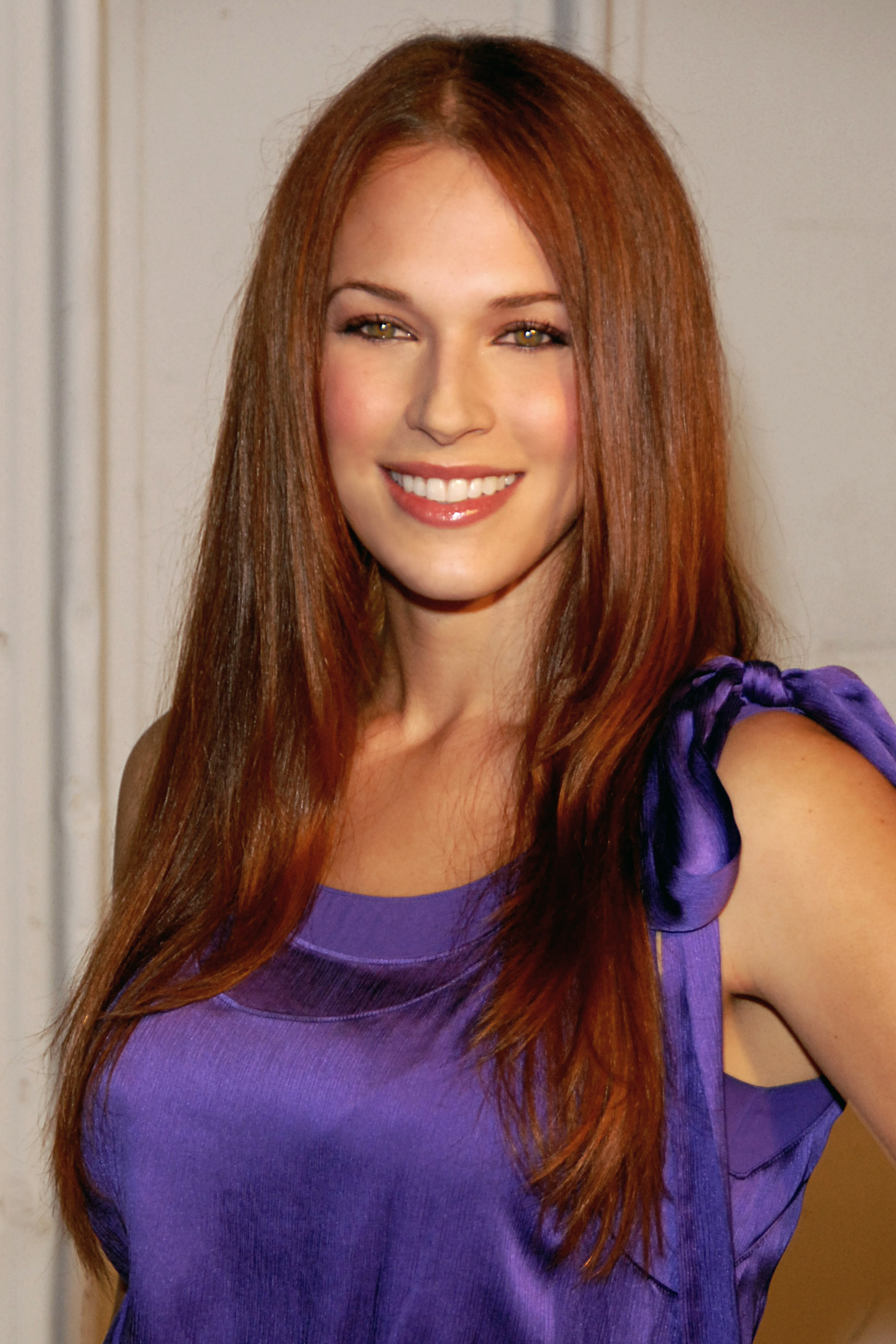
Amanda Righetti in Santa Monica (2009)

Amanda Righetti (* 4. April 1983 in St. George, Utah) ist eine US-amerikanische Schauspielerin und Filmproduzentin.

## Leben und Karriere
Righetti hat sieben Geschwister, die alle älter sind als sie. Ihre Karriere begann sie mit 14 Jahren als Model.
Righetti spielte ihre erste größere Rolle 2002 im Film Angel Blade. Im Jahr darauf erhielt sie die wiederkehrende Rolle der Hailey Nichols in der Serie O.C., California. Neben weiteren Serienengagements folgten Rollen in den Horrorfilmen Haunted Hill – Die Rückkehr in das Haus des Schreckens und Freitag der 13. Von 2008 bis 2015 spielte sie in der CBS-Serie The Mentalist die Rolle der Grace Van Pelt.
Righetti heiratete im April 2006 den Filmregisseur Jordan Alan auf Hawaii. Am 10. Januar 2013 kam ihr erstes gemeinsames Kind, ein Junge, zur Welt. Righetti und Alan lebten in Hollywood. Im Jahr 2017 reichte Righetti die Scheidung ein.

## Filmografie (Auswahl)
- 2001: CSI: Den Tätern auf der Spur (CSI: Crime Scene Investigation, Fernsehserie, Episode 2x12)
- 2002: Greg the Bunny (Fernsehserie, Episode 1x07)
- 2002: Angel Blade
- 2003: No Place Like Home (Fernsehfilm)
- 2003–2005: O.C., California (The O.C., Fernsehserie, 12 Episoden)
- 2004–2005: North Shore (Fernsehserie, 20 Episoden)
- 2005: Romy und Michele: Hollywood, wir kommen! (Romy and Michele: In the Beginning, Fernsehfilm)
- 2005–2006: Reunion (Fernsehserie, 13 Episoden)
- 2006: Enemies
- 2006: Entourage (Fernsehserie, Episode 3x01)
- 2006: Scarface: The World Is Yours (Sprechrolle, Videospiel)
- 2007: Marlowe (Fernsehfilm)
- 2007: Pipeline
- 2007: Haunted Hill – Die Rückkehr in das Haus des Schreckens (Return to House on Haunted Hill)
- 2007: K-Ville (Fernsehserie, 3 Episoden)
- 2008: Matter
- 2008: Vorbilder?! (Role Models)
- 2008–2015: The Mentalist (Fernsehserie, 127 Episoden)
- 2009: Freitag, der 13. (Friday the 13th)
- 2011: Wandering Eye (Fernsehfilm)
- 2011: The Chateau Meroux
- 2011: Captain America: The First Avenger
- 2012: Shadow of Fear (Fernsehfilm)
- 2014: Chicago Fire (Fernsehserie, Episode 2x20)
- 2014: Chicago P.D. (Fernsehserie, Episode 1x12)
- 2015: Cats Dancing on Jupiter
- 2016–2017: Colony (Fernsehserie, 18 Episoden)
- 2017: Love at the Shore (Fernsehfilm)
- 2019: Pastalight (Kurzfilm)
- 2020: Deranged Granny (Fernsehfilm)
- 2020: L.A.’s Finest (Fernsehserie, Episode 2x10)
- 2021: Christmas at the Ranch
- 2022: Family Friends (Fernsehfilm)
- 2023: Far Haven
- 2023: Showdown at the Grand
- 2024: Reagan